# CSI 5-Men 2021
La CSI 5-Men 2021 è la quarta edizione dell'omonimo torneo di football a 5 organizzato dal CSI (la terza edizione, che avrebbe dovuto avere luogo nel 2020, non è stata disputata a causa dell'emergenza nazionale legata al COVID-19).

## Squadre partecipanti
| Club                     | Città                   | Stadio                       | Sponsor ufficiale | Risultato nella stagione precedente |
| ------------------------ | ----------------------- | ---------------------------- | ----------------- | ----------------------------------- |
| Bears Alessandria        | Alessandria             |                              |                   |                                     |
| Bufali Latina            | Latina                  |                              |                   |                                     |
| Campania Seabucks        | Caserta/Salerno         |                              |                   |                                     |
| Cocai Terraferma         | Spinea (VE)             | Campo Comunale Graspo D'Uva  |                   |                                     |
| Commandos Brianza        | Lecco                   | Centro Polisportivo Al Bione |                   |                                     |
| Goblins Lanciano         | Lanciano (CH)           |                              |                   |                                     |
| Speck Pescara            | Pescara                 |                              |                   | Esordienti                          |
| Valtellina Vikings       | Tovo di Sant'Agata (SO) |                              |                   | Esordienti                          |
| Vikings Cavallermaggiore | Cavallermaggiore (CN)   | Vecchio Comunale             |                   |                                     |
| Wildcats Cremona         | Cremona                 | Parrocchia Beata Vergine     |                   |                                     |

## Stagione regolare

### Calendario

#### Bowl Sud
| Caserta 6 giugno 2021, ore 11:00 CEST | Campania Seabucks | 32 – 24 | Bufali Latina | Campo sportivo del Rione Vanvitelli |

| Caserta 6 giugno 2021, ore 12:30 CEST | Goblins Lanciano | 19 – 38 | Speck Pescara | Campo sportivo del Rione Vanvitelli |

| Caserta 6 giugno 2021, ore 14:30 CEST | Campania Seabucks | 34 – 7 | Goblins Lanciano | Campo sportivo del Rione Vanvitelli |

| Caserta 6 giugno 2021, ore 16:00 CEST | Speck Pescara | 21 – 0 | Bufali Latina | Campo sportivo del Rione Vanvitelli |

#### Bowl Nord Ovest
| Castelceriolo 6 giugno 2021, ore 12:30 CEST | Bears Alessandria | 14 – 48 | Vikings Cavallermaggiore | Calciotto |

| Castelceriolo 6 giugno 2021, ore 14:30 CEST | Valtellina Vikings | 34 – 20 | Bears Alessandria | Calciotto |

| Castelceriolo 6 giugno 2021, ore 16:00 CEST | Vikings Cavallermaggiore | 14 – 6 | Valtellina Vikings | Calciotto |

#### Bowl Nord Est
| Cremona 13 giugno 2021, ore 12:30 CEST | Wildcats Cremona | 20 – 43 | Commandos Brianza | Campo via Itis |

| Cremona 13 giugno 2021, ore 14:30 CEST | Cocai Terraferma | 38 – 0 | Wildcats Cremona | Campo via Itis |

| Cremona 13 giugno 2021, ore 16:00 CEST | Commandos Brianza | 32 – 33 | Cocai Terraferma | Campo via Itis |

### Classifiche
- PCT = percentuale di vittorie, G = partite giocate, V = partite vinte, P = partite perse, PF = punti fatti, PS = punti subiti

#### Girone Nord Ovest
| Pos. | Squadra                  | PCT   | G | V | P | PF | PS |
| ---- | ------------------------ | ----- | - | - | - | -- | -- |
| 1    | Vikings Cavallermaggiore | 1.000 | 2 | 2 | 0 | 52 | 20 |
| 2    | Valtellina Vikings       | .500  | 2 | 1 | 1 | 40 | 34 |
| 3    | Bears Alessandria        | .000  | 2 | 0 | 2 | 34 | 82 |

#### Girone Nord Est
| Pos. | Squadra           | PCT   | G | V | P | PF | PS |
| ---- | ----------------- | ----- | - | - | - | -- | -- |
| 1    | Cocai Terraferma  | 1.000 | 2 | 2 | 0 | 71 | 32 |
| 2    | Commandos Brianza | .500  | 2 | 1 | 1 | 75 | 53 |
| 3    | Wildcats Cremona  | .000  | 2 | 0 | 2 | 20 | 81 |

#### Girone Sud
| Pos. | Squadra           | PCT   | G | V | P | PF | PS |
| ---- | ----------------- | ----- | - | - | - | -- | -- |
| 1    | Speck Pescara     | 1.000 | 2 | 2 | 0 | 59 | 19 |
| 2    | Campania Seabucks | 1.000 | 2 | 2 | 0 | 66 | 31 |
| 3    | Bufali Latina     | .000  | 2 | 0 | 2 | 24 | 53 |
| 4    | Goblins Lanciano  | .000  | 2 | 0 | 2 | 26 | 72 |

## Playoff

### Tabellone
|  | Semifinali | Semifinali               | Semifinali |                  |     | I Finale                 | I Finale          | I Finale        |  |
|  |            |                          |            |                  |     |                          |                   |                 |  |
|  | 1NO        | Vikings Cavallermaggiore | 27         |                  |     |                          |                   |                 |  |
|  | 1NO        | Vikings Cavallermaggiore | 27         |                  |     |                          |                   |                 |  |
|  | 2S         | Campania Seabucks        | 7          |                  |     |                          |                   |                 |  |
|  | 2S         | Campania Seabucks        | 7          |                  | 1NO | Vikings Cavallermaggiore | 6                 |                 |  |
|  |            |                          |            |                  | 1NO | Vikings Cavallermaggiore | 6                 |                 |  |
|  |            |                          | 1NE        | Cocai Terraferma | 28  |                          |                   |                 |  |
|  | 1S         | Speck Pescara            | 1NE        | Cocai Terraferma | 28  | 0                        |                   |                 |  |
|  | 1S         | Speck Pescara            |            |                  |     | 0                        |                   |                 |  |
|  | 1NE        | Cocai Terraferma         | 12         |                  |     | Finale 3º posto          | Finale 3º posto   | Finale 3º posto |  |
|  | 1NE        | Cocai Terraferma         | 12         |                  |     |                          |                   |                 |  |
|  |            |                          |            |                  |     |                          |                   |                 |  |
|  |            |                          |            |                  |     | 2S                       | Campania Seabucks | 28              |  |
|  |            |                          |            |                  |     | 2S                       | Campania Seabucks | 28              |  |
|  |            |                          |            |                  |     | 1S                       | Speck Pescara     | 19              |  |

### Semifinali
| Firenze 26 giugno 2021, ore 13:00 | Vikings Cavallermaggiore | 27 – 7 | Campania Seabucks | Guelfi Sport Center |

| Firenze 26 giugno 2021, ore 14:30 | Speck Pescara | 0 – 12 | Cocai Terraferma | Guelfi Sport Center |

### Finale 3º - 4º posto
| Firenze 27 giugno 2021, ore 16:00 | Speck Pescara | 19 – 28 | Campania Seabucks | Guelfi Sport Center |

### I Finale
| Firenze 27 giugno 2021, ore 17:30 | Cocai Terraferma | 28 – 6 | Vikings Cavallermaggiore | Guelfi Sport Center |

## I Finale
La partita finale si è giocata il 27 giugno 2021 a Firenze, ed è stata vinta dai Cocai Terraferma sui Vikings Cavallermaggiore per 28 a 6.

## Verdetti
- Cocai Terraferma Campioni CSI 5-Men 2021.